# Shine (песен на сестри Толмачови)
„Shine“ е песен на сестрите Мария и Анастасия Толмачови, с която ще представят Русия на песенния конкурс „Евровизия 2014“.
На 15 март 2014 година в новинарския блок „Вести в субботу“ по канал Русия 1 е официално потвърдено, че именно двете ще представят страната на европейска сцена. Още в интервюто певиците споделят, че имат интерес да работят заедно с Филип Киркоров, който впоследствие става съавтор на песента. По това време в Москва се намира колегата на Киркоров Димитрис Контопулос, който записва музиката на „Shine“. Над текста работят Джон Балард, Ралф Чарли и Джерард Борг.
Написана е в ми минор, като модулира във фа диез минор.
Песента излиза на 19 март 2014 година. Въпреки че има и руска версия, на конкурса ще бъде изпълнена английската такава.